# براكين ثنائية النسق

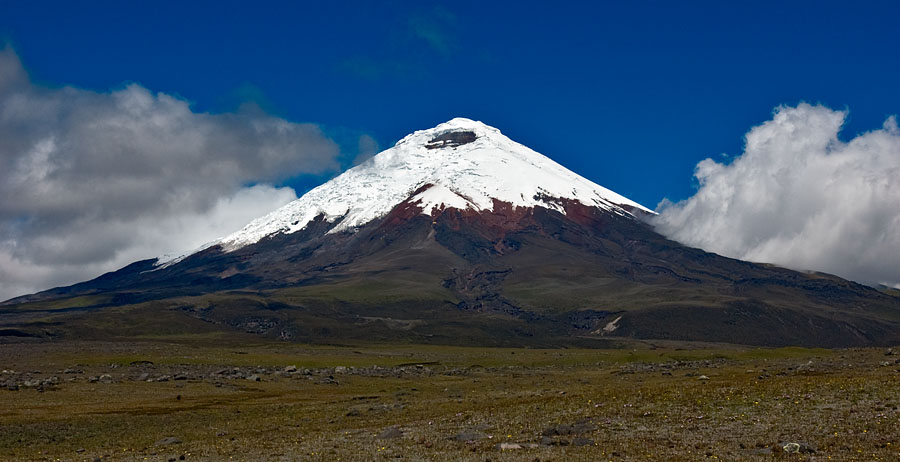

البراكين ثنائية النسق (بالإنجليزية: Bimodal volcanism)‏ تشير إلى ثوران كل من حمم المعادن القاتمة والصخور النارية من مركز بركاني واحد مع القليل من تكوينات الحمم البركانية الوسيطة أو عدم وجودها. ويرتبط هذا النوع البركاني عادة بالمناطق التكتونية الممتدة، لاسيما الصدوع.

## الحدوث
معظم البراكين ثنائية النسق، والمرتبطة بترقق القشرة ووجود مثل هذه الصخور في السلاسل المتحولة، قد تم استخدامها للتدليل على أحداث التصدع في الماضي. تأتي معظم الأمثلة من مناطق التصدع القارية النشطة مثل منطقة الحوض والسلسلة. وقد تم أيضًا وصف البراكين ثنائية النسق من مناطق التوتر المتحول، والمراحل الأولى من تكوينات حوض القوس الخلفي وفي نتائج كل من النقاط الساخنة القارية والمحيطية (على سبيل المثال يلوستون وجزر الكناري).

## آلية التكوين
يتم تفسير البراكين ثنائية النسق عادة على أنها نتيجة ذوبان جزئي للقشرة، نتج عنه صهارة جرانيتية، وأثناء تمركز كميات كبيرة من الصهارة البازلتية الساخنة نسبيًا من مصدر الدثار. وبعد ذلك يشكل نوعا الصهارة حجرات صهارة منفصلة تؤدي إلى ثورة دورية لكل من نوعي الحمم البركانية.